# Melhores do Ano de 2007
O Melhores do Ano de 2007 foi a 12ª edição dos Melhores do Ano, prêmio entregue pela emissora de televisão brasileira TV Globo aos melhores artistas e produções da emissora referentes ao ano de 2007.

## Resumo
| Novela           | Indicações | Prêmios |
| ---------------- | ---------- | ------- |
| Paraíso Tropical | 17         | 6       |
| Sete Pecados     | 5          | 1       |
| Páginas da Vida  | 1          | 1       |
| Pé na Jaca       | 1          | 0       |

## Vencedores e indicados
Os vencedores estão em negrito.
| Melhor Ator | Melhor Atriz |
| --- | --- |
| - Wagner Moura - (Olavo em Paraíso Tropical) - Fábio Assunção - (Daniel em Paraíso Tropical) - Tony Ramos - (Antenor em Paraíso Tropical)                               | - Camila Pitanga - (Bebel em Paraíso Tropical) - Alessandra Negrini - (Paula / Taís em Paraíso Tropical) - Glória Pires - (Lúcia em Paraíso Tropical) |
| Melhor Ator Coadjuvante | Melhor Atriz Coadjuvante |
| - Bruno Gagliasso - (Ivan em Paraíso Tropical) - Chico Díaz - (Jader em Paraíso Tropical) - Marco Ricca - (Gustavo em Paraíso Tropical)                                 | - Fernanda Machado - (Joana em Paraíso Tropical) - Isabela Garcia - (Dinorá em Paraíso Tropical) - Vera Holtz - (Marion em Paraíso Tropical)          |
| Melhor Ator Revelação | Melhor Atriz Revelação |
| - Gustavo Leão - (Mateus em Paraíso Tropical) - Darlan Cunha - (Sandro em Sete Pecados) - Marco Antônio Gimenez - (Vítor em Sete Pecados)                               | - Grazi Massafera - (Thelminha em Páginas da Vida) - Milena Toscano - (Elisa em Eterna Magia) - Patrícia Werneck - (Camila em Paraíso Tropical)       |
| Melhor Ator ou Atriz Mirim | Melhor Comediante |
| - Amanda Azevedo - (Benta em Sete Pecados) - Marina Ruy Barbosa - (Isabel em Sete Pecados) - Vitor Novello - (Zé Luís em Paraíso Tropical)                              | - Samantha Schmütz - (Zorra Total) - Rodrigo Fagundes - (Zorra Total) - Cláudia Rodrigues - (A Diarista)                                              |
| Melhor Cantor | Melhor Cantora |
| - Daniel - Fábio Júnior - Zeca Pagodinho | - Ivete Sangalo - Ana Carolina - Vanessa da Mata |
| Melhor Grupo ou Dupla | Melhor Banda |
| - Babado Novo - Bruno & Marrone - Grupo Revelação | - Jota Quest - Charlie Brown Jr. - CPM 22 |
| Revelação Musical | Música do Ano |
| - NX Zero - César Menotti & Fabiano - Victor & Leo | - "Razões e Emoções", NX Zero - "Boa Sorte", Vanessa da Mata - "Deixo", Ivete Sangalo                                                                 |
| Esportista do Ano | Melhor Jornalista |
| - Jade Barbosa - Marta - Thiago Pereira | - Fátima Bernardes - Tadeu Schmidt - William Bonner                                                                                                   |
| Melhor Música de Novela | Destaque no Domingão |
| - "Carvão", por Ana Carolina - (Paraíso Tropical) - "Sábado Em Copacabana", por Maria Bethânia - (Paraíso Tropical) - "Carne E Osso", por Zélia Duncan - (Sete Pecados) | - Serjão Loroza - (Dança dos Famosos) - Rodrigo Hilbert - (Dança dos Famosos)                                                                         |

### Prêmios especiais
| Troféu Mário Lago |
| ----------------- |
| - Glória Pires    |